# Friedrich von Ziegler (General, 1834)
Friedrich Ziegler, seit 1888 von Ziegler, (* 14. April 1834 in Calw; † 1. Dezember 1900 in Stuttgart) war ein württembergischer Generalmajor.

## Leben
Ziegler trat am 1. April 1855 in die Württembergische Armee ein und diente zunächst im Pionierkorps. Am 14. November 1858 wurde er Leutnant, machte 1866 den Krieg gegen Preußen mit und rückte im Jahr darauf zum Hauptmann auf. Als solcher nahm er 1870/71 am Krieg gegen Frankreich teil und wurde mit dem Eisernen Kreuz II. Klasse ausgezeichnet. Nachdem man ihn 1876 zum Major befördert hatte, war er vom 6. August 1877 bis zum 7. November 1883 Kommandeur des Pionier-Bataillons Nr. 13. Daran schloss sich eine Verwendung als Bataillonskommandeur sowie als etatmäßiger Stabsoffizier im 3. Infanterie-Regiment Nr. 121 an. Am 3. März 1887 wurde Ziegler zum Kommandeur dieses Verbandes ernannt und am 24. Mai 1887 zum Oberst befördert. In Genehmigung seines Abschiedsgesuches wurde er am 8. Juni 1888 mit Pension und der Berechtigung zum Tragen der Regimentsuniform aus dem Militärdienst verabschiedet. Anlässlich seiner Verabschiedung verlieh ihm König Karl das Ehrenkreuz des Ordens der Württembergischen Krone mit Schwertern, womit die Erhebung in den persönlichen Adelsstand verbunden war.
Am 24. Februar 1900 wurde ihm der Charakter als Generalmajor verliehen.